# Tommy Cash
Cet article concerne le chanteur de country américain. Pour le rappeur estonien, voir Tommy Cash (rappeur).
Pour les articles homonymes, voir Cash.
Tommy Cash, né le 5 avril 1940 à Dyess (Arkansas) et mort le 13 septembre 2024, est un chanteur américain de musique country et le frère cadet du chanteur Johnny Cash.

## Biographie
Bien que sa carrière se soit faite dans l'ombre de son illustre frère, Tommy Cash eut quand même quelques succès tels que la chanson Six White Horses, titre hommage à John Fitzgerald Kennedy, Robert Francis Kennedy et Martin Luther King.